# Thaipotamon holthuisi
Thaipotamon holthuisi is een krabbensoort uit de familie van de Potamidae. De wetenschappelijke naam van de soort is voor het eerst geldig gepubliceerd in 2010 door Naiyanetr & Yeo.